# Чон Хон Ён
Чон Хон Ён (кор. 전훈영; род. 29 мая 1994, Инчхон) — южнокорейская лучница, выступающая в соревнованиях по стрельбе из олимпийского лука. Олимпийская чемпионка 2024 года.

## Биография
Чон родилась и выросла в Инчхоне, Южная Корея.   В 2009 году, когда Чон училась в средней школе, она была отобрана в молодежную сборную и установил мировой рекорд в категории кадетов, выступая на молодежном чемпионате мира.
В 2013 году Чон завоевала серебро на национальном чемпионате, а в 2014 году золото. В 2014 году она вошла в состав национальной сборной и приняла участие в чемпионате мира по стрельбе из лука среди студентов, где завоевала золото в смешанном командном зачете и бронзу в личном зачете.  В 2020 году она прошла квалификацию в национальную сборную, но не участвовала ни в каких международных соревнованиях из-за пандемии COVID-19.
Чон заняла второе место на национальном отборе в апреле 2024 года, что обеспечило ей путевку на летние Олимпийские игры 2024 года как в личном, так и в командном зачете. На Олимпиаде в личных соревнованиях она уступила в полуфинале своей соотечественнице и будущей победительнице Лим Си Хён, а затем проиграла в матче за 3 место француженке Лизе Барбелен.  В командных соревнованиях в рейтинговом раунде Чон, Лим и Нам Су Хён установили олимпийский рекорд, набрав в общей сложности 2046 очков в рейтинговом раунде, а позже завоевали золотую медаль. 